# I due Foscari
Pour les articles homonymes, voir I due Foscari (homonymie).
Personnages
- Francesco Foscari, doge de Venise, octogénaire (baryton)
- Jacopo Foscari, son fils (ténor)
- Lucrezia Foscari Contarini, sa femme (soprano)
- Jacopo Loredano, membre du Conseil des Dix (basse)
- Barbarigo, sénateur, membre de la junte (ténor)
- Pisana, amie et confidente de Lucrezia (mezzo-soprano)
- Membres du Conseil des Dix et de la Junte, servantes de Lucrezia, dames vénitiennes, peuple et masques des deux sexes (chœur)
- Le Grand Maître, deux jeunes enfants de Jacopo Foscari, commandants, geôliers, gondoliers, marins, peuple, masques, pages du doge (figurants)

I due Foscari est un opéra en trois actes de Giuseppe Verdi, sur un livret de Francesco Maria Piave, créé au Teatro Argentina de Rome le 3 novembre 1844. 

## Genèse
À la recherche d'un livret pour la Fenice de Venise, Verdi s'intéresse au drame de Byron The Two Foscari durant l'été 1843. Séduit par les aspects vénitiens du drame (carnaval, Conseil des Dix), il confie à Francesco Maria Piave le soin d'en préparer le livret. Le projet n'est cependant pas accepté par la Fenice, en raison de sa référence à de nombreuses familles vénitiennes encore vivantes ; Verdi ne renonce pas et propose I due Foscari au Teatro Argentina de Rome. 
Comme d'usage, Verdi collabore activement à la rédaction du livret, suggérant à Piave diverses modifications tandis qu'il travaille à l'orchestration de son opéra. Les répétitions commencèrent après le 15 août 1844, sous la direction conjointe de Verdi et de Piave.

## Création
Attendue le 22 octobre, l'œuvre est finalement créée le 3 novembre 1844 au Teatro Argentina. Elle reçut un accueil mitigé bien que Verdi fit l'objet d'ovations impressionnantes : selon Emanuele Muzio, compositeur et ami de Verdi, le problème venait du prix très élevé des places ainsi que du fait que les chanteurs ne furent pas à la hauteur de leurs rôles. L'œuvre fut cependant jouée à guichets fermés pendant toute la saison 1844-1845 et valut à Verdi l'honneur de voir une médaille frappée à son effigie.

### Distribution
- Francesco Foscari, doge de Venise, octogénaire, Achille De Bassini (baryton)
- Jacopo Foscari, son fils, Giacomo Roppa (ténor)
- Lucrezia Contarini, femme de Jacopo, Marianna Barbieri-Nini (soprano)
- Jacopo Loredano, membre du Conseil des Dix, Baldassare Mirri (basse)
- Barbarigo, sénateur, membre de la junte, Atanasio Pozzolini (ténor)
- Pisana, amie et confidente de Lucrezia, Giulia Ricci
- Orchestre et chœurs : Teatro Argentina de Rome
- Directeur de scène : Francesco Maria Piave
- Maestro al cembalo : Giuseppe Verdi puis Pietro Romani
- Premier violon et directeur d’orchestre : Emilio Angelini
- Décors : Pietro Venier

## Représentations successives
Dès le début de 1845, l'opéra est produit sur presque toutes les scènes italiennes : Ancône, au Teatro delle Muse ; Chieti, au Teatro S. Ferdiando ; Florence, au Teatro della Pergola ; Forlì, au Teatro Comunale ; Livourne au Teatro Accademici Fulgidi ; Trieste, au Teatro Grande ; Venise, au Teatro San Benedetto. Pendant l'été, à Reggio d'Émilie, Teatro Comunale, à Naples au Teatro San Carlo, à Bergame au Teatro Riccardi, 
À l'automne 1845, l'opéra est présenté à Lucques au Teatro del Giglio, à Bologne, au Teatro comunale, à Crémone, au Teatro della Concordia, à La Scala de Milan, à Turin au Teatro Carignano.
La même année 1845, l'opéra est joué à Barcelone.
L'année suivante, ce sera Lisbonne, au Teatro de São Carlos, et Valence, ainsi que Corfou, au Teatro San Giacomo (en).
En 1848, il est joué à Porto, au Theatro de São João.
Ensuite ce sera à Nice en 1852.

## Argument
L'action se déroule à Venise en 1457.

### Acte I

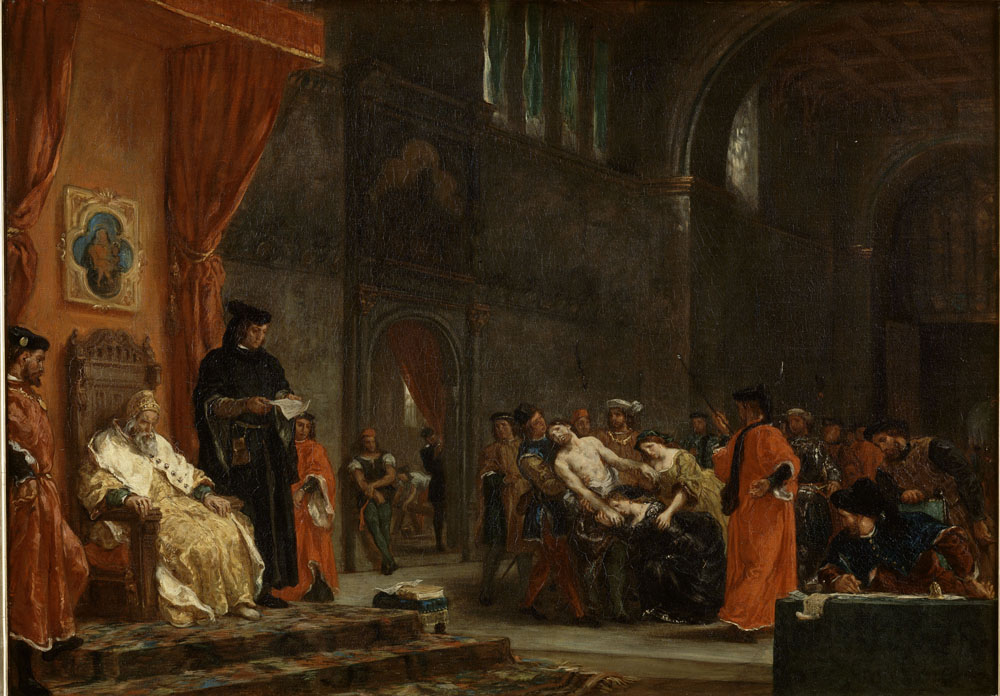
Les Deux Foscari, tableau d'Eugène Delacroix.

Le Conseil des Dix se réunit afin de juger Jacopo Foscari, le fils du doge, accusé faussement de meurtre et de trahison. Celui-ci, amené devant ses juges, proteste contre la haine dont il est l'objet, principalement de la part du sénateur Loredano, malgré un verdict de clémence. 
Au palais Foscari, Lucrezia (épouse de Jacopo) prie le ciel en faveur de son époux mais se laisse emporter par la rage lorsqu'elle apprend que le Conseil des Dix vient de condamner Jacopo à l'exil perpétuel. 
Au palais des Doges, le doge Francesco Foscari médite sur son autorité et son impuissance à protéger son fils ; lorsque Lucrezia entre pour le supplier d'annuler la sentence qui frappe leur fils et époux, il répond que les lois de Venise le lui interdisent mais qu'il tentera de plaider sa cause devant le Sénat. 

### Acte II
Enfermé dans un cachot de la prison d'État, Jacopo est assailli de visions de spectres ; Lucrezia puis le doge entrent pour le consoler mais Jacopo Loredano apparaît pour l'amener devant ses juges, pour qu'il se voie signifier la sentence d'exil. 
Devant le Conseil des Dix, le doge demande à son fils de se soumettre au jugement ; l'entrée de Lucrezia et de ses enfants ne parvient pas à faire fléchir le Conseil qui, mené par Loredano, ordonne que Jacopo soit immédiatement déporté vers la Crète.

### Acte III
Sur la Piazzetta de Venise, la foule se réjouit d'une régate (it) qui doit bientôt avoir lieu. Accompagné de Barbarigo, Loredano entre et ordonne que la course commence ; l'arrivée de la galère d'État disperse cependant la foule. Jacopo en descend et entre au Palais des Doges pour faire ses adieux à son épouse, sous le triomphe de Loredano. 
Dans ses appartements privés, Francesco Foscari reçoit la visite de Barbarigo qui lui annonce qu'un vieillard mourant a confessé être le seul auteur du meurtre imputé à Jacopo ; Lucrezia survient alors, annonçant que Jacopo vient de mourir sur le navire qui le transportait en Crête. 
Les membres du Sénat et du Conseil des Dix entrent ensuite, demandant au doge d'abdiquer sa couronne, en raison de son âge et de son deuil récent. Foscari finit par céder et se dépouille de ses ornements ducaux ; au moment où il va quitter le palais en compagnie de Lucrezia, il entend le canon de Saint-Marc tonner pour annoncer l'élection de son successeur, Pasquale Malipiero ; il meurt alors immédiatement tandis que Loredano inscrit dans son livre de compte : « Pagato ora sono ! » (« Maintenant, je suis payé ! »).

## Adaptation au cinéma
- 1923 ; I Foscari (it) ou I due Foscari, de Mario Almirante
- 1942 : Dans les catacombes de Venise (I due Foscari) d'Enrico Fulchignoni